# Михайлишин Микола Ярославович
Мико́ла Яросла́вович Михайли́шин (22 березня 1992 — 14 липня 2015) — капітан (посмертно) Збройних сил України, учасник боїв за Дебальцеве.

## Життєпис
Народився 1992 року в селі Липовиця Рожнятівського району, де 2009-го здобув середню освіту. Від 2009-го — в лавах Збройних Сил України. 2013 року закінчив Академію сухопутних військ імені гетьмана Петра Сагайдачного, спеціальність «управління діями підрозділів інженерних військ». Командир інженерно-позиційного взводу, 534-й окремий інженерно-саперний батальйон «Тиса» зі складу 128-ї гірсько-піхотної бригади.
На фронті перебував з осені 2014 року. Брав участь у боях під Дебальцевим. Під командуванням Сергія Мелимуки встановлював мінні загорожі на ВОП «Льоха» під Санжарівкою. У бою 21 січня 2015 року завдяки ним були завдані втрати окупаційним військам, що спробували здійснити прорив опорного пункту.
14 липня 2015 року під час виконання завдань з перевірки надійності мінних укріплень біля українсько-російського кордону при селі Болотене Станично-Луганського району 5 військовослужбовців підірвалися на вибуховому пристрої з розтяжкою, усі загинули: капітани Сергій Мелимука та Микола Михайлишин, старший солдат Юрій Бабко, солдати Валентин Загородній й Вадим Ситніков.
Без Миколи лишилися мама Ярослава Миколаївна та сестра Іванна з сім'єю.
Похований в селі Липовиця.

## Нагороди та вшанування
За особисту мужність, сумлінне та бездоганне служіння Українському народові, зразкове виконання військового обов'язку відзначений — нагороджений
- нагороджений орденом Богдана Хмельницького ІІІ ступеня (21.03.2016, посмертно), медалями.